# Fred McRobie
Fred McRobie, kanadski hokejist in hokejski funkcionar. 
McRobie je igral za moštvo Montreal Victorias v 90. letih 19. stoletja. Leta 1899 je osvojil Stanleyjev pokal. 
V sezoni 1907 je deloval kot predsednik lige ECAHA. 